# Reza Bouazar
Reza Bouazar (né le 22 mai 1987 à Dashtazadegan) est un athlète iranien spécialiste du 400 mètres.

## Carrière
Reza Bouazar remporte le 400 mètres des Championnats d’Asie en salle de 2012, devant le Chinois Chang Pengben.

### Palmarès
| Date | Compétition                  | Lieu     | Résultat | Épreuve   | Performance   |
| ---- | ---------------------------- | -------- | -------- | --------- | ------------- |
| 2006 | Championnats d’Asie juniors  | Macao    | 2e       | 400 m     | 47 s 57       |
| 2007 | Championnats d’Asie          | Amman    | 2e       | 400 m     | 46 s 90       |
| 2007 | Jeux asiatiques en salle     | Macao    | 3e       | 4 x 400 m | 3 min 13 s 18 |
| 2010 | Championnats d’Asie en salle | Téhéran  | 2e       | 400 m     | 48 s 14       |
| 2010 | Championnats d’Asie en salle | Téhéran  | 1er      | 4 x 400 m | 3 min 15 s 02 |
| 2012 | Championnats d’Asie en salle | Hangzhou | 1er      | 400 m     | 48 s 09       |

### Records
| Épreuve    | Performance | Lieu    | Date        |
| ---------- | ----------- | ------- | ----------- |
| 400 mètres | 46 s 37     | Téhéran | 24 mai 2007 |

| Épreuve    | Performance | Lieu    | Date            |
| ---------- | ----------- | ------- | --------------- |
| 400 mètres | 47 s 50     | Téhéran | 20 janvier 2012 |